# 鑲紅旗
镶红旗（穆麟德轉寫：kubuhe fulgiyan gūsa），又作“厢红旗”，清代八旗之一，以镶白边的红色旗帜而得名，旗主為多羅克勤郡王。与正红旗、镶白旗、正蓝旗、镶蓝旗并列为“下五旗”。

镶红旗

## 简介
镶红旗分为满洲、蒙古、汉军三部分，由诸王、贝勒和贝子分统。清朝末期，镶红旗下辖86个整佐领，兵丁两万六千人，家眷总人口约13万。
今北京市有镶红旗满洲都统衙门遗存。

## 镶红旗名人
- 永琪
- 珍妃
- 瑾妃
- 穎貴妃